# Gare de Nyúl
La gare de Nyúl (en hongrois : Nyúl vasútállomás) est une gare ferroviaire hongroise de la ligne 11 de Győr à Veszprém, située sur le territoire de la Localité de Nyúl dans le comitat Győr-Moson-Sopron.
C'est une halte voyageurs de la Magyar Államvasutak (MÁV) desservie par des trains locaux.

## Situation ferroviaire
Établie à 125 mètres d'altitude, la gare de Nyúl est située au point kilométrique (PK) 16 de la ligne 11 de Győr à Veszprém (voie unique), entre les gares ouvertes de Győrszabadhegy et de Pannonhalma.

## Service des voyageurs

### Accueil
Halte MÁV, c'est un point d'arrêt non géré (PANG) à accès libre.

### Desserte
Nyúl est desservie par des trains omnibus de la ligne 11 de la MÁV.